# La Hilera
La Hilera est une localité uruguayenne du département de Tacuarembó.

## Localisation
La Hilera se situe au centre du département de Tacuarembó, à l'ouest de l' arroyo Veras et du río Tacuarembó. On y accède par un chemin vicinal depuis la route 59.

## Population
| 2004 | 2011 |
| ---- | ---- |
| 34   | 107  |

## Source
- (es) Cet article est partiellement ou en totalité issu de l’article de Wikipédia en espagnol intitulé « La Hilera » (voir la liste des auteurs).